# امضای دیجیتال کوانتومی
امضای دیجیتال کوانتومی (Quantum digital signature)، اشاره به معادل مکانیک کوانتومی یک امضای دیجیتال کلاسیک یا به‌طور معمول‌تر، یک امضای دست‌نویس بر روی یک پروندهٔ متنی دارد. مانند امضای دست‌نویس، یک امضای دیجیتالی برای محافطت از یک سند مانند یک قرارداد دیجیتالی، در مقابل جعل سند توسط یک گروه دیگر یا یکی از گروه‌های شرکت‌کننده استفاده می‌شود.
همان‌طور که تجارت الکترونیکی در جامعه مهم‌تر شده، نیاز به تصدیق مبدأ اطلاعات رد و بدل شده، افزایش یافته‌است. امضاهای دیجیتال مدرن امنیت را بر اساس سختی حل کردن یک مسئلهٔ ریاضی مانند پیدا کردن عوامل یک عدد بزرگ، بهبود می‌دهند (همان‌گونه که در الگوریتم آراس‌ای استفاده می‌شود). متأسفانه حل شدن این مسئله زمانی امکان‌پذیر است که رایانهٔ کوانتومی در دسترس باشد (الگوریتم شر را ببینید). برای مواجه شدن با این مسئلهٔ جدید، طرح‌های جدید امضای دیجیتال کوانتومی برای فراهم کردن محافظت در برابر دستکاری حتی از طرف گروه‌های در تسلط رایانه‌های کوانتومی که از تدابیر قدرتمند تقلب کوانتومی استفاده می‌کنند در دست توسعه هستند.

## طریقهٔ کلید عمومی کلاسیک
طریقهٔ کلید عمومی در رمزنگاری به فرستنده اجازه می‌دهد که پیام را (اکثراً تنها هش رمزنگاری شده‌ب پیام) با یک کلید ثبت، ثبت کند به شکلی که دریافت‌کننده بتواند کلید عمومی مکاتبه‌کننده را استفاده و پیام را صحت سنجی کند. برای فراهم کردن این امکان، کلید عمومی به‌طور وسیع در دسترس تمام دریافت‌کنندگان احتمالی قرار گرفته. برای اطمینان حاصل کردن از اینکه تنها نویسندهٔ قانونی پیام می‌تواند پیام را به‌طور معتبر ثبت کند، کلید عمومی به وسیلهٔ یک کلید ثبت رندوم خصوصی با استفاده از تابع یک‌طرفه، ابداع می‌شود. تابع یک‌طرفه تابعی است که طوری طراحی شده که محاسبهٔ نتیجه با استفاده از ورودی بسیار آسان ولی محاسبهٔ ورودی از روی نتیجه بسیار سخت است. یک مثال کلاسیک، ضرب دو عدد اول بسیار بزرگ است: ضرب کردن آسان است اما فاکتور کردن نتیجه بدون دانستن اعداد اول به‌طور معمول عملی نیست.
{\displaystyle x\mapsto f(x)} easy
{\displaystyle f(x)\mapsto x} very difficult

## امضای دیجیتال کوانتومی
مانند امضاهای دیجیتال کلاسیک، امضاهای دیجیتال کوانتومی، باعث استفادهٔ کلیدهای نامتقارن می‌شوند؛ بنابراین کسی که می‌خواهد پیامی را ثبت کند، یک یا تعداد بیشتری جفت نشانه و کلیدهای عمومی متناظر را ابداع می‌کند. به‌طور کلی ما می‌توانیم طرح امضای دیجیتال کوانتومی را به دو گروه تقسیم کنیم:
1. طرحی که یک کلید عمومی کوانتوم-بیتی را از یک رشته بیت کلاسیک خصوصی، ایجاد می‌کند. {\displaystyle k\mapsto |f_{k}\rangle }
2. طرحی که یک کلید عمومی کوانتوم-بیتی را از یک رشته بیت کوانتوم خصوصی، ایجاد می‌کند. {\displaystyle |k\rangle \mapsto |f_{k}\rangle }

در هر دو مورد f یک تابع کوانتومی یک طرفه است که دارای خواصی مشابه تابع یک طرفه کلاسیک می‌باشد. به این ترتیب محاسبهٔ نتیجه ساده است اما بر خلاف طرح کلاسیک، تابع حتی در صورت استفاده از استراتژی‌های قوی تقلب، غیرقابل معکوس کردن است.
مشهورترین طرح برای اولین روش فوق توسط گاتسمن و چوانگ ارائه شد.

## ملزومات یک طرح امضای خوب و قابل استفاده
بسیاری از ملزومات یک طرح امضای دیجیتالی به طرح کوانتومی امضای دیجیتالی نیز اعمال می‌شود.
به‌طور جزئی:
۱- این طرح باید امنیت را در مقابل دستکاری شدن توسط این سه مورد تأمین کند:
الف) فرستنده پس از اینکه پیام ثبت شد
ب) گیرنده
ج) گروه سوم
1. ایجاد یک پیام ثبت شده باید آسان باشد
2. هر دریافت‌کننده باید پاسخ مشابهی را هنگام تست پیام برای اعتبار سنجی دریافت کند (معتبر، غیر معتبر)

## ماهیت تابع یک‌طرفه
یک تابع کلاسیک یک‌طرفه همان‌طور که در بالا گفته شد، بر مبنای یک مسئلهٔ ریاضی حل‌نشدنی استوار است، در حالی که یک تابع یک‌طرفهٔ کوانتومی از اصل عدم قطعیت که باعث می‌شود حتی یک رایانهٔ کوانتومی قادر نباشد محاسبهٔ معکوس انجام دهد، استفاده می‌کند. این امر با ارائهٔ یک حالت خروجی کوانتومی که به وسیلهٔ آن کسی نتواند به اندازهٔ کافی در مورد رشتهٔ ورودی اطلاعات کسب کند تا بتواند آن را دوباره تولید کند، انجام می‌شود. در مورد گروه اول طرح‌ها این به وسیلهٔ قضیهٔ هلوو نشان داده می‌شود که می‌گوید: با استفاده از حالت کوانتومی n کیوبیتی کسی نمی‌تواند بیش از n بیت کلاسیک از اطلاعات استخراج کند. یک احتمال برای اطمینان حاصل کردن از اینکه طرحی از کیوبیت‌های کمتری برای یک رشتهٔ بیتی با طول مشخص استفاده می‌کند، استفاده از حالت‌های نزدیک به متعامد است.
{\displaystyle |\langle f_{k}|f_{k}'\rangle |<\delta \qquad {\text{ for }}k\neq k'\land 0\leq \delta \leq 1}
که به ما امکان القای یک پایه با بیش از دو حالت را می‌دهد؛ بنابراین برای توصیف اطلاعاتی از {\displaystyle 2^{n}} بیت، می‌توانیم از کمتر از n کیوبیت استفاده کنیم.
به عنوان مثال با پایهٔ ۳ کیوبیت:
- {\displaystyle |0\rangle }
- {\displaystyle |1\rangle }
- {\displaystyle {\frac {1}{\sqrt {2}}}(|0\rangle +|1\rangle )}

تنها m کیوبیت برای توصیف n بیت کلاسیکی نیاز است زمانی که {\displaystyle 3^{m}=2^{n}} برقرار باشد.
به دلیل قضیهٔ هلوو و این واقعیت که m می‌تواند بسیار کوچک‌تر از n باشد، ما فقط می‌توانیم m بیت را از n بیت دریافت کنیم. به‌طور کلی اگر کسی T کپی از کلید عمومی بگیرد، می‌تواند حداکثر Tm بیت از کلید خصوصی را استخراج کند. اگر {\displaystyle \delta } بزرگ باشد، {\displaystyle n-Tm} خیلی بزرگ می‌شود که باعث می‌شود حدس زدن کلید نشانه برای یک انسان متقلب ناممکن باشد.
توجه: شما نمی‌توانید بین حالات غیرمتعامد تمایز قائل شوید اگر تنها میزان کمی از حالات برابر را در دست دارید. این همان‌گونه است که تابع یک‌طرفهٔ کوانتومی کار می‌کند. با این وجود،

{\displaystyle |f_{k}\rangle } بر خلاف کلید عمومی کلاسیک که فرد را مجبور می‌کند که هیچ‌چیز یا همه چیز را در مورد کلید خصوصی دریافت کند، اطلاعاتی دربارهٔ کلید خصوصی تراوش می‌کند.

## کپی کردن کلید عمومی
در مورد کلاسیک، ما یک کلید عمومی کلاسیک از یک کلید نشانهٔ کلاسیک ایجاد می‌کنیم؛ بنابراین ارائهٔ تمام دریافت‌کنندگان بالقوه با استفاده از کپی کلید عمومی آسان است. کلید عمومی می‌تواند به شکل آزادانه توزیع شود. این در حالت کوانتومی دشوارتر می‌شود زیرا کپی کردن یک حالت کوانتومی بدون هیچ قضیهٔ شبیه‌سازی تا زمانی که خود حالت نا معلوم باشد، ممنوع است؛ بنابراین کلیدهای عمومی تنها می‌تواند توسط شخصی ساخته و توزیع شود که حالت دقیق کوانتومی که می‌خواهد ایجاد کند را بداند یعنی در واقع کسی که از کلید نشانه آگاه باشد (می‌تواند فرستنده یا به‌طور کلی یک نهاد معتبر باشد). با این وجود در مقابل کلید عمومی کلاسیک، کران بالایی برای تعداد کلیدهای کوانتومی T وجود دارد که بدون قادر ساختن کسی برای حدس زدن کلید نشانه و در نتیجه به خطر انداختن امنیت طرح، می‌تواند ساخته شود. ({\displaystyle n-Tm} باید بزرگ باشد)